# Občina Slovenske Konjice
Občina Slovenske Konjice (německy Gonobitz) je jednou z 212 občin ve Slovinsku. Nachází se v Savinjském regionu na území historického Dolního Štýrska. Občinu tvoří 58 sídel, její rozloha je 97,8 km² a k 1. 1. 2017 zde žilo 14 726 obyvatel. Správním střediskem občiny je město Slovenske Konjice.

## Členění občiny
Občina se dělí na sídla: Bezina, Blato, Brdo, Breg pri Konjicah, Brezje pri Ločah, Dobrava pri Konjicah, Dobrnež, Draža vas, Gabrovlje, Gabrovnik, Kamna Gora, Klokočovnik, Koble, Kolačno, Konjiška vas, Kraberk, Ličenca, Lipoglav, Loče, Mali Breg, Mlače, Nova vas pri Konjicah, Novo Tepanje, Ostrožno pri Ločah, Penoje, Perovec, Petelinjek pri Ločah, Podob, Podpeč ob Dravinji, Polene, Preloge pri Konjicah, Prežigal, Selski Vrh, Slovenske Konjice, Sojek, Spodnja Pristava, Spodnje Grušovje, Spodnje Laže, Spodnje Preloge, Spodnji Jernej, Stare Slemene, Strtenik, Suhadol, Sveti Jernej, Škalce, Škedenj, Špitalič pri Slovenskih Konjicah, Štajerska vas, Tepanje, Tepanjski Vrh, Tolsti Vrh, Vešenik, Zbelovo, Zbelovska Gora, Zeče, Zgornja Pristava, Zgornje Laže, Žiče

## Sousední občiny
Sousedními občinami jsou: Oplotnica na severu, Slovenska Bistrica na severovýchodě, Poljčane na východě, Šmarje pri Jelšah a Šentjur na jihu, Vojnik na západě a Zreče na severozápadě.